# Quarto (Campània)
Quarto és un municipi de la regió de Campània i a la Ciutat metropolitana de Nàpols (Itàlia). L'any 2024 tenia 23.256 habitants.